# Franziska Hackl

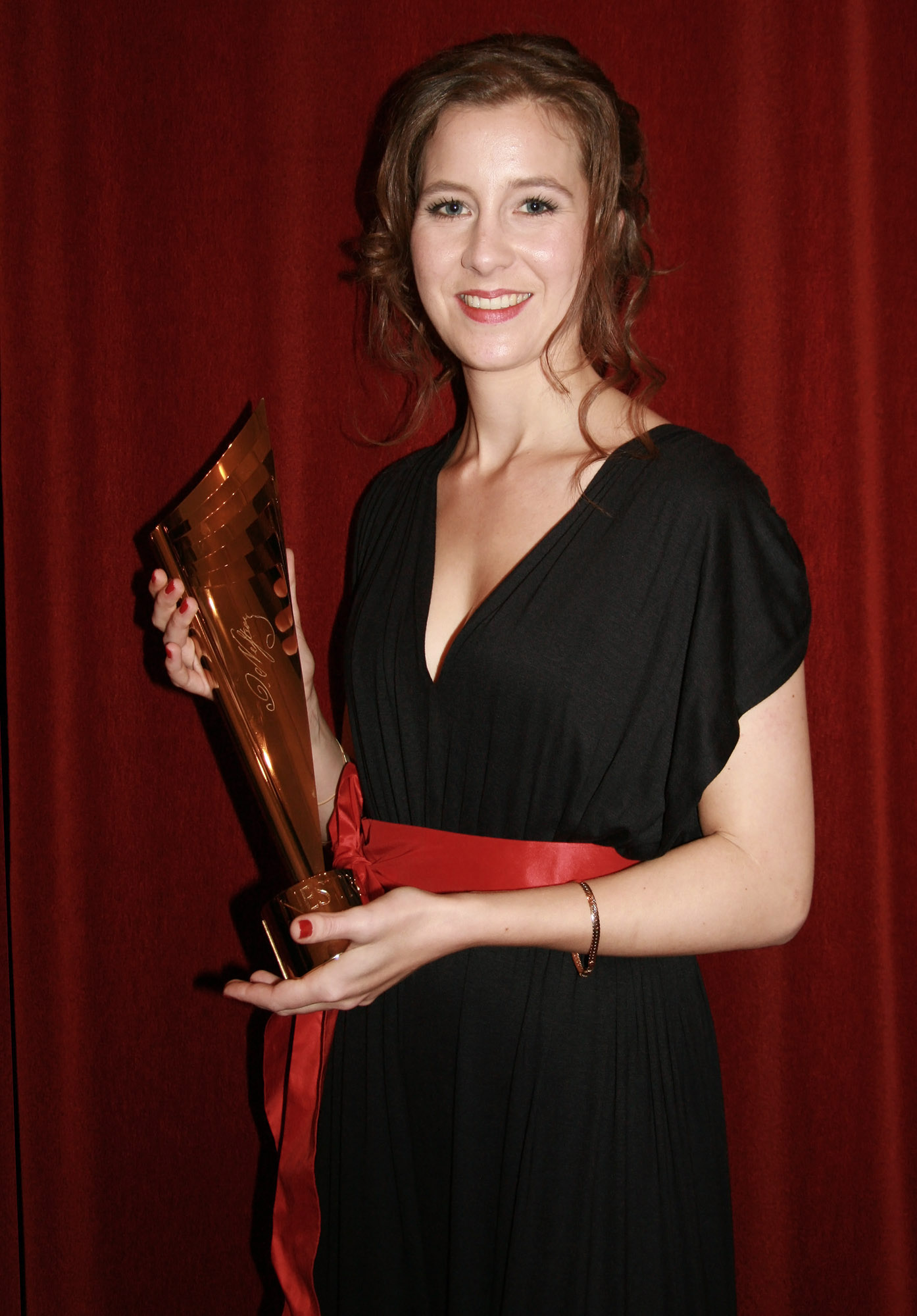
Franziska Hackl mit dem gewonnenen Nestroy-Theaterpreis als beste Nachwuchsschauspielerin (2011)

Franziska Hackl (* 13. Februar 1983 in Wien) ist eine österreichisch-schweizerische Schauspielerin.

## Leben
Franziska Hackl wurde als Tochter des Schauspielerehepaares Karlheinz Hackl und Brigitta Furgler, einer Tochter des Schweizer Bundesrats Kurt Furgler, geboren. Nach der Matura im Jahr 2001 studierte sie von 2001 bis 2002 Theaterwissenschaft und Kultur- und Sozialanthropologie, 2002 begann sie ihr Schauspielstudium am Max Reinhardt Seminar, welches sie 2006 abschloss.
Von 2006 bis 2008 war sie Mitglied des Ensembles am Staatstheater Mainz, wo sie unter anderem in Johanna von Orleans in der Titelrolle, in Ein Sommernachtstraum in der Rolle der Hermia, in Onkel Wanja in der Rolle der Sonja sowie in Peer Gynt als Solveig zu sehen war. Weitere Engagements führten sie unter anderem nach Berlin, Hamburg und Wien. Außerdem war sie beim Theatersommer Haag sowie am Landestheater Niederösterreich zu sehen.
Von 2011 bis 2015 war sie Ensemblemitglied am Wiener Schauspielhaus. 2011 gewann sie den Nestroypreis in der Kategorie „Bester Nachwuchs“ für ihre Darstellung der Flora in Grillenparz von Thomas Arzt (Regie: Nora Schlocker). 2013 war sie für ihre Darstellung der Medea in Mamma Medea von Tom Lanoye (Regie: Philipp Hauß) als „Beste Schauspielerin“ für den Nestroypreis nominiert. Im Studienjahr 2012/13 unterrichtete sie außerdem an der Konservatorium Wien Privatuniversität.
2016 stand sie für den ORF-Landkrimi Höhenstraße in der Regie von David Schalko vor der Kamera, spielte am Schauspiel Köln und war in der Titelrolle in Maria Stuart am Stadttheater Klagenfurt zu sehen. In der Spielzeit 2016/17 spielte sie am Theater Basel, u. a. die Mascha in Simon Stones Drei Schwestern und Marie in Woyzeck in der Inszenierung von Ulrich Rasche. Beide Inszenierungen waren zum Berliner Theatertreffen 2017 bzw. 2018 eingeladen. In der Kritikerumfrage der Zeitschrift Theater heute wurde sie 2017 für ihre Darstellung der Mascha in den Drei Schwestern in der Inszenierung von Simon Stone mehrmals als Schauspielerin des Jahres genannt. Anfang 2018 debütierte sie am Wiener Akademietheater in der Uraufführung von Hotel Strindberg von Simon Stone nach August Strindberg. Die Inszenierung war 2019 zum Berliner Theatertreffen eingeladen.
Seit der Spielzeit 2019/20 ist sie Ensemblemitglied am Residenztheater München. Immer wieder steht sie vor der Kamera, arbeitet als Sprecherin und ist Gast-Dozentin an der Theaterakademie August Everding. 2021 drehte sie unter der Regie von Anna-Katharina Maier und Mirjam Unger für die ORF/MDR-Serie Tage, die es nicht gab, in der sie neben Franziska Weisz, Diana Amft und Jasmin Gerat eine der Hauptrollen übernahm. Direktor Stefan Bachmann holte sie mit Beginn der Saison 2024/25 ans Burgtheater.

## Filmografie
- 2010: Tatort – Glaube, Liebe, Tod
- 2011: Schnell ermittelt – Helmut Schafranek
- 2011: Wie man leben soll
- 2011: SOKO Kitzbühel – Ein klarer Schnitt
- 2013: Kalte Probe
- 2014: SOKO Kitzbühel – Stille Wasser
- 2014: CopStories – Koide Oide
- 2016: Gemischtes Doppel – Beinahe wahre Geschichten (Fernsehserie, eine Episode)
- 2016: Landkrimi – Höhenstraße
- 2018: Der Pass
- 2019: Tatort: Wahre Lügen
- 2021: Um Himmels Willen: Selbstvertrauen (Fernsehserie, eine Folge)
- seit 2022: Tage, die es nicht gab (Fernsehserie)
- 2025: München Mord: Nix für Angsthasen (Fernsehreihe)

## Auszeichnungen und Nominierungen
- 2007: Nominierung von Theater heute als beste Nachwuchsschauspielerin[13]
- 2011: Nestroy in der Kategorie Bester Nachwuchs für die Rolle der Flora in Grillenparz von Thomas Arzt[6]
- 2013: Nestroy-Nominierung in der Kategorie Beste Schauspielerin für die Rolle der Medea in Mamma Medea
- 2017: Nominierung von Theater heute als beste Schauspielerin